# (9950) ESA
(9950) ESA est un astéroïde Amor découvert par Christian Pollas le 8 novembre 1990. Il est nommé d'après l'Agence spatiale européenne (ESA).
Sa distance minimale d'intersection avec la Terre est de 0,287013 ua.
Il s'approchera à 0,045 UA de Mars en 2132.